# 上海东方电视台
上海东方电视台，通称东方电视台，简称东视、东方台，英语简写为OTV。于1993年1月18日开播，開播時總部設於新永安大樓，1995年12月与上海科学教育电影制片厂“影视合流”。在上海有线电视台被撤并前，拥有20频道和33频道共两个频道。在并入上海文广新闻传媒集团（现上海广播电视台）之前，拥有如下频道：新闻娱乐频道、文艺频道、音乐频道、戏剧频道共四个频道。东视在中国大陆的电视史上开创了很多的第一，它开创了中国大陆首档直播的新闻谈话类节目《东方直播室》（东方卫视的同名节目与其完全无关）、开创了综艺游戏的先河《快乐大转盘》、最早实现体育赛事异地直播、最早进行奥斯卡金像奖颁奖礼直播，在上海市民中有较高的声誉。在并入上海文广传媒集团后，东视开始走下坡路。现在，东视完全被整合进入上海广播电视台，独立编制已经撤销。

## 台标、台名题字和台歌
东方电视台台标是东方白鹳于初升的红日前展翅高飞，寓意上海的发展越来越快。台名由时任中共中央总书记江泽民题写。
东方电视台台歌为陈念祖作词、关峡谱曲、韦唯演唱的《风从东方来》，以往东视的每个频道在清晨都要播放，但现时该台歌已甚少使用。2009年后，《风从东方来》亦成为东方卫视台歌，（尽管东方卫视从来不曾是东方电视台下属的频道）。

## 历史
1992年初，上海市广播电视局（现上海市文化广播影视管理局）决定引进竞争机制，在浦东新区建立具有独立法人资格的广播电台和电视台。此时正值浦东开发开放之际，当时观众对沪上电视节目的满意度不甚理想；于是上海广电系统引进竞争机制，成立东方电视台，期望通过上视、东视的竞争，提高两台电视节目的质量，为上海电视荧屏带来一番新气象。同年8月15日，广播电影电视部批准成立东方电视台使用20频道，并指示东方电视台“面向长江三角洲，突出改革开放和对外宣传”，台址暂时使用上海电视台旧址新永安大楼，利用上海电视台二台的原有机房和技术设备。
东方电视台成立后，上海电视出现了巨大的改观，上视、东视的节目质量在中国大陆一直处于领先的位置。其中最让人熟知的例子是上视的《晚间新闻》和东视的《东视今夜播报》早于中国中央电视台和其它地方电视台，是中国大陆仅有的3家在911事件当晚（北京时间）就用很长的篇幅进行直播新闻的电视台（还有一家是福建电视台新闻频道），即首架飞机撞击世贸中心北座大楼后约2小时、最后一架飞机在索美塞特县坠毁后约30分钟就进行了大篇幅报道。而当时央视只在晚间《世界报道》的最后仅仅进行了30秒的播报。
在上海有线电视台撤并前，东视没有有线频道，仅拥有20频道和33频道两个地面无线模拟频道，其中20频道是主频道。因为通过东方明珠广播电视塔播送无线信号，除了覆盖上海全市外，江苏、浙江、安徽等部分临近省份也可收到东视的信号，受众人口达1.3亿之多。而东视较上视更为轻松活泼的风格和亲民的作风也更受市民的青睐。后上海有线电视台被撤，东视开始拥有有线电视频道。

## 历任领导
| 台长 - 穆端正（1992年8月－1998年7月） - 卑根源（1998年7月－2000年4月） - 胡劲军（2000年4月－2003年6月） | 党委书记 - 苏春阳（1993年3月－1993年6月，党总支书记） - 王根发（1993年6月－1995年10月，党总支书记） - 卑根源（1995年11月－1998年7月） - 施月华（1998年7月－2003年6月） |

## 著名节目
- 东视新闻：东方电视台曾经的晚间旗舰新闻节目，口号是“天下大事，先看东视”。主播包括卜凡、叶蓉、李勇、徐惟杰、巩晓亮、吴晓蕾
- 热线传呼：东视曾经的一档关注民生的日播节目。直击新闻现场，发挥媒体的舆论监督作用和为观众提供服务、排忧解难是它的三大特色。每次节目行将结束时主持人说的“有事请您再来电话”曾经深入人心；
- 其它新闻节目：东视早新闻（后改为早安上海）、东视广角、东视午间新闻（后改为东视午新闻，再后改为媒体大搜索，现在新闻综合频道播出）、东视夜新闻（后改为东视晚间新闻，再后分裂为东视晚新闻和东视今夜播报，再后两档栏目合并并恢复原名）、东视深夜新闻；
- 东方直播室：中国大陆首档谈话类节目（不是东方卫视的同名节目《东方直播室》）
- 东方110：法制类节目（现在新闻综合频道播出）
- 综艺节目：快乐大转盘、共度好时光
- 少儿节目：欢乐蹦蹦跳（现在哈哈炫动卫视播出）

## 从东视走出的著名主持人
- 新闻主播：耿雁南、田明、卜凡、叶蓉、王磊、姜澜、李勇、朱川、冉枫、巩晓亮、吴晓蕾、徐惟杰、夏磊、张博、陈曦（晨曦）、何婕等。
- 娱乐节目主持人：董卿、袁鸣、曹可凡、周瑾、房海燕、杨蕾、陈辰、林海等。

## 频道的流失和东视的衰落
2001年上海文广新闻传媒集团（现上海广播电视台）成立，上海电视台、东方电视台被合并。在此之后，东视各频道开始逐渐独立运作，东视名存实亡。
东视曾经拥有如下频道：新闻娱乐频道（前身是20频道，东视一套）、文艺频道（前身是33频道、东视二套，后改为艺术人文频道）、音乐频道（前身是上海有线四套、东视四套，后在2008年被置换为上海外语频道）、东方少儿频道、戏剧频道（前身是上海有线五套）。
2008年起，东视内部编制逐步被撤销，其各频道也分散到不同的部门并逐步改建，其中：
- 新闻娱乐频道改为娱乐频道，运营基本由东方卫视中心娱乐部门负责，后于2019年1月1日与上海电视台星尚频道整合，改为“都市频道”，是目前唯一继续使用东视台标的SMG频道；
- 东方少儿频道改为哈哈少儿频道，运营脱离东视，使用自己的频道台标，又于2019年1月1日与炫动卡通卫视整合为哈哈炫动卫视，使用原炫动卡通卫视的台标；
- 戏剧频道改为东方购物频道，运营脱离东视，使用本频道的台标（早在2004年4月1日开始戏剧频道就开始播出和韩国CJ集团合作的购物节目），而原戏剧频道的节目改到七彩戏剧频道播出；
- 文艺频道和音乐频道于2008年1月1日起分别改为艺术人文频道和上海外语频道，运营脱离东视，两频道后于2010年5月11日将台标更换为上海电视台的白玉兰台标；前者又于2020年1月1日与上海电视台纪实频道整合，改为“纪实人文频道”，使用原纪实频道的台标。

## 现状
现在使用东视台标的频道仅剩下都市频道一个，即原来的东视20频道（新闻娱乐频道、娱乐频道）。不过与同样名存实亡的上海电视台不同，上视尚且还有新闻综合频道自称“上海电视台新闻综合频道”，但是现时这一仅存频道的呼号却直接称为“都市频道”，而不是“上海东方电视台都市频道”。因此有观点认为，东视已经基本结束了自己的历史使命，等同于离开了电视荧屏。
东视新闻团队在2008年东视取消新闻节目后已被整合，部分主持人转职进入东方卫视或上视新闻综合频道。东视其他部分（娱乐、网络等部门）也早已被SMG内部合并，不再存在独立建制。现今原东视大楼早已更名为“东方卫视中心”，大门上悬挂的红日海鸥标志已经改为东方卫视的标志。只有大门前的刻石内侧仍保留江泽民题写的“上海东方电视台”字样。
很多市民认为，东视的建立本身就是为了与上视实现竞争，结束上海电视荧屏死气沉沉的局面；而从上海文广成立将两台合并，到现在几乎完全废除了东视，是重新回到了以前“一台独大”的局面，不利于上海电视的发展，甚至SMG的势力近年来已被湖南广播电视台（HBS）打压。